# Джон Рамбл
Джон Рамбл (англ. John Rumble, 27 серпня 1933 — 5 грудня 2023) — канадський вершник.
Бронзовий призер Олімпійських Ігор 1956 року в командному триборстві.